# Акиле Гама
Акиле Гама (на италиански: Achille Gama) е бразилски футболист (нападател), футболен рефер и треньор. Роден е на 8 януари 1892 г. в Пара, Бразилия.
Съосновател е на ФК Интер, където и прекарва кариерата си на футболист. Дебютира през 1909 г., когато и вкарва първия в историята гол за Интер в първото градско дерби с АК Милан. След една година пауза, продължава да играе футбол до 1914 г., след което става футболен рефер. На финала на олимпийските игри през 1928 г. свири като страничен съдия.
През сезон 1932/33 ръководи отбора на ФК Болоня, с който достига до третото място в италианския шампионат.